# Dichrogaster obscura
Dichrogaster obscura là một loài tò vò trong họ Ichneumonidae.